# モンタナ大学
モンタナ大学（モンタナだいがく、英: University of Montana）はアメリカ合衆国モンタナ州ミズーラにある州立大学。

## 概要
1893年に、モンタナ州で最初に設立された大学。学生数は約14,000人程度と、州立大学としては比較的だが小規模な大学。大学のあるミズーラは3つの川の合流地点にあり、またモンタナ州はカナダと国境を接し、ロッキー山脈や国立野生動物保護区などが多くあり、非常に緑に囲まれたキャンパスである。専攻は多岐に渡るが、立地を生かした森林学や環境学で知られる大学である。また、ジャーナリズム分野では、8名のピューリッツァー賞受賞者を輩出している。日本とは、成城大学、青山学院大学、東洋大学と協定を結んでいる。

## 著名な卒業生
- マイケル・ジョーゼフ・マンスフィールド：アメリカ合衆国の政治家。元駐日アメリカ合衆国大使。
- アーノルド・オルセンアメリカ合衆国の政治家
- リチャード・シャウプ アメリカ合衆国の政治家
- ワシントン・J・マコーミック アメリカ合衆国の政治家
- リー・メトカーフアメリカ合衆国の政治家
- ジョセフ・モナハン  アメリカ合衆国の政治家
- ジャック・ホーナー アメリカ合衆国の古生物学者

## 脚註
1. ↑  As of June 30, 2009.  “U.S. and Canadian Institutions Listed by Fiscal Year 2009 Endowment Market Value and Percentage Change in Endowment Market Value from FY 2008 to FY 2009” (PDF). 2009 NACUBO-Commonfund Study of Endowments.   National Association of College and University Business Officers. 2010年3月8日閲覧。